# Storfjord
Gmina Storfjord (norw. Storfjord kommune) – norweska gmina leżąca w regionie Troms. Jej siedzibą jest miasto Oteren.
Storfjord jest 49. norweską gminą pod względem powierzchni.

## Demografia
Według danych z roku 2005 gminę zamieszkuje 1934 osób. Gęstość zaludnienia wynosi 1,26 os./km². Pod względem zaludnienia Storfjord zajmuje 340. miejsce wśród norweskich gmin.
| ludność stan na 1 stycznia 2005 |         |           |       |
|                                 | kobiety | mężczyźni | razem |
| osób                            | 1011    | 923       | 1934  |
| %                               | 52,28%  | 47,72%    | 100%  |

| wykształcenie stan na 1 października 2004 |        |         |        |        |
|                                           | podst. | średnie | wyższe | niezn. |
| osób                                      | 410    | 882     | 203    | 41     |
| %                                         | 26,69% | 57,42%  | 13,22% | 2,67%  |

## Edukacja
Według danych z 1 października 2004:
- liczba szkół podstawowych (norw. grunnskolar): 3
- liczba uczniów szkół podst.: 245

## Władze gminy
Według danych na rok 2011 administratorem gminy (norw. rådmann) jest Ellen Beate Jensen Lundberg, natomiast burmistrzem (norw. ordfører, d. borgermester) jest Hanne Braathen.